# Sarong

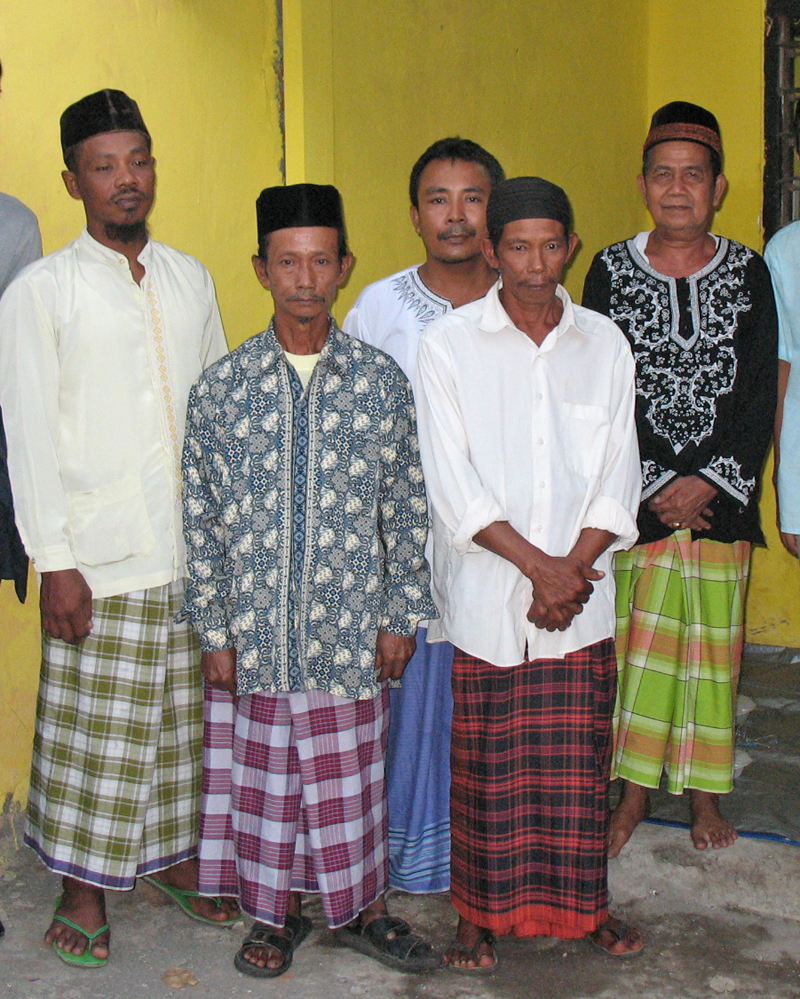
Mannen in sarong, in Soerabaja

De sarong is een kledingstuk dat in de kustgebieden van de Indische Oceaan, Zuidoost-Azië en de zuidelijke eilanden van de Grote Oceaan wordt gedragen.
Een sarong is een wikkelrok bestaand uit een rechthoekige lap stof, die in ruiten of ingewikkelder patronen is geweven of door middel van batik of tie-dye geverfd of bedrukt. Een sarong kan behalve als rok ook om het hele lichaam worden gedragen.
Het aantrekken van een sarong is eenvoudig. Je slaat de sarong om je lichaam, op zo'n manier dat het uiteinde van de stof ergens langs je zij hangt. De bovenste rand vouw je vervolgens naar buiten, zodat de sarong blijft zitten. Ook worden soms de bovenste punten van de korte kanten aan elkaar geknoopt nadat de stof tweemaal rond het lichaam is gewikkeld. Sommige sarongs zijn uitgerust met een touw, riem of knoop waardoor het vouwen achterwege gelaten kan worden. In Myanmar worden de korte kanten wel aan elkaar genaaid, zodat er een koker ontstaat.

## Galerij

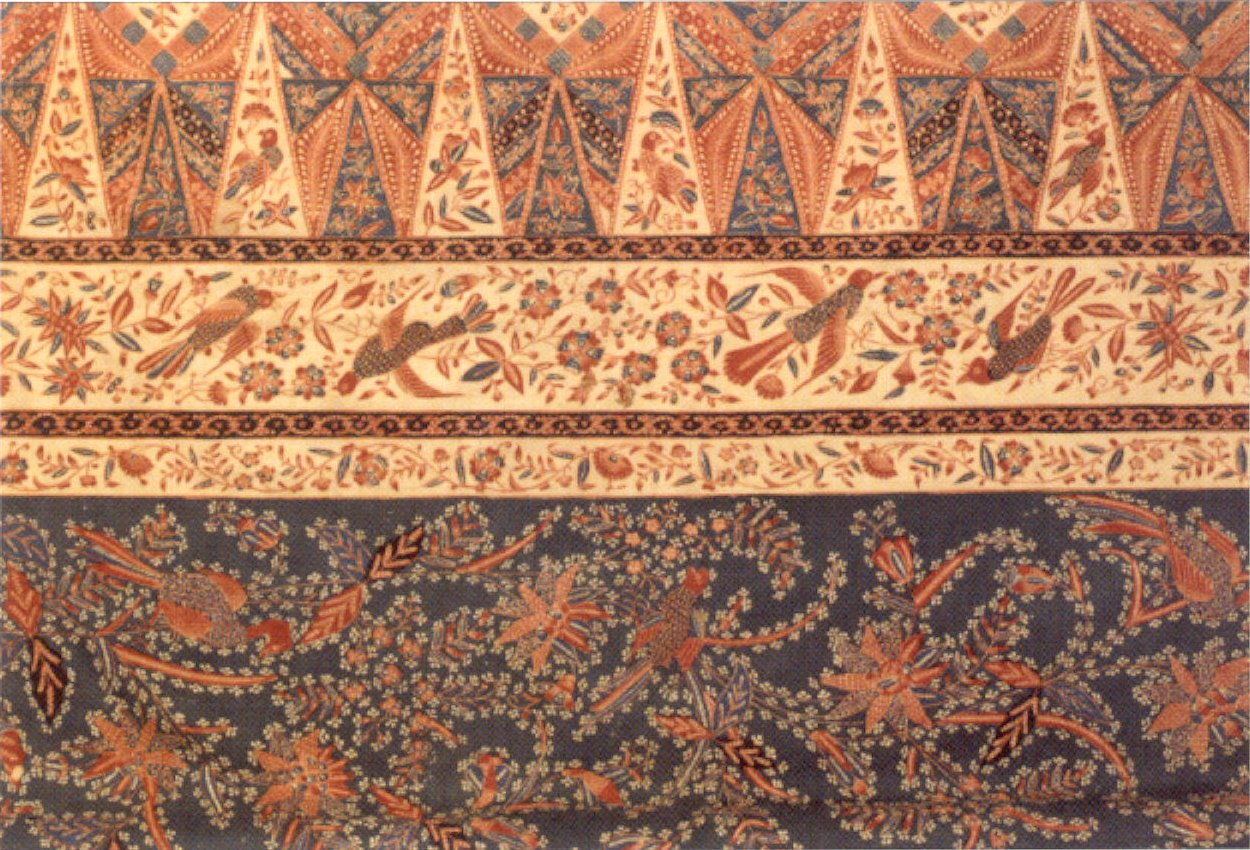
Batik sarong uit Java, Indonesië (rond 1880)
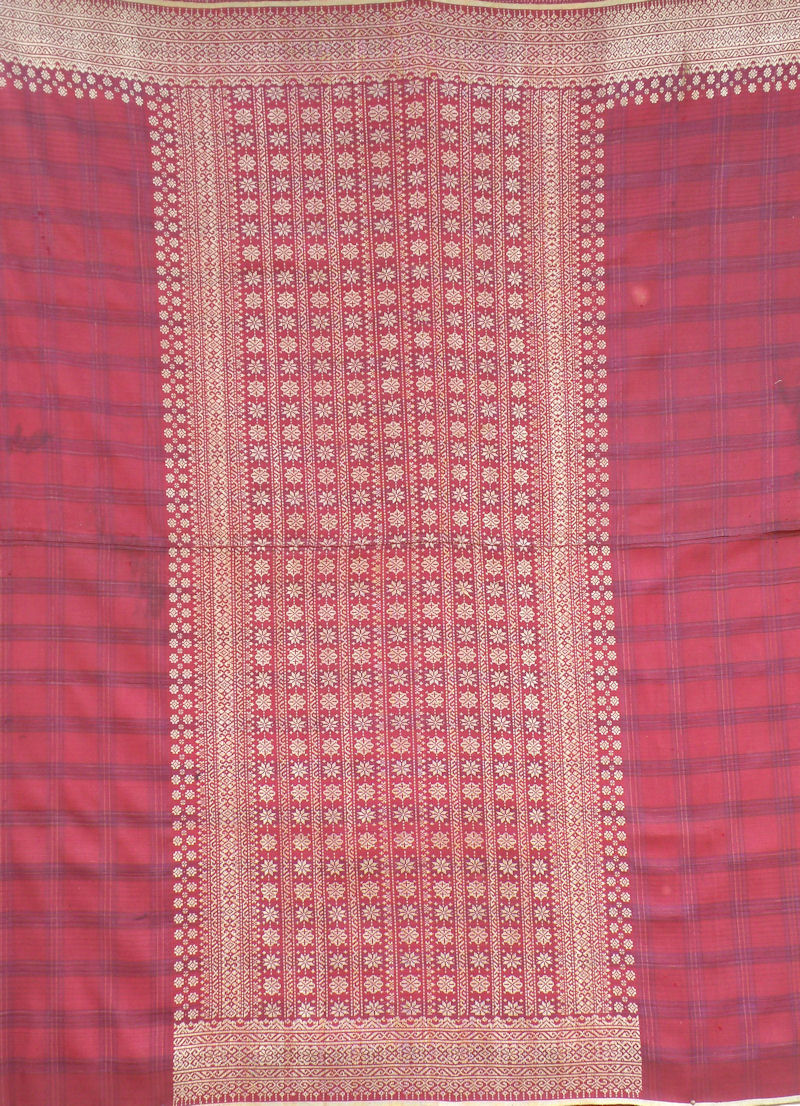
Songket sarong uit Singaraja, Bali, Indonesië (rond 1920)
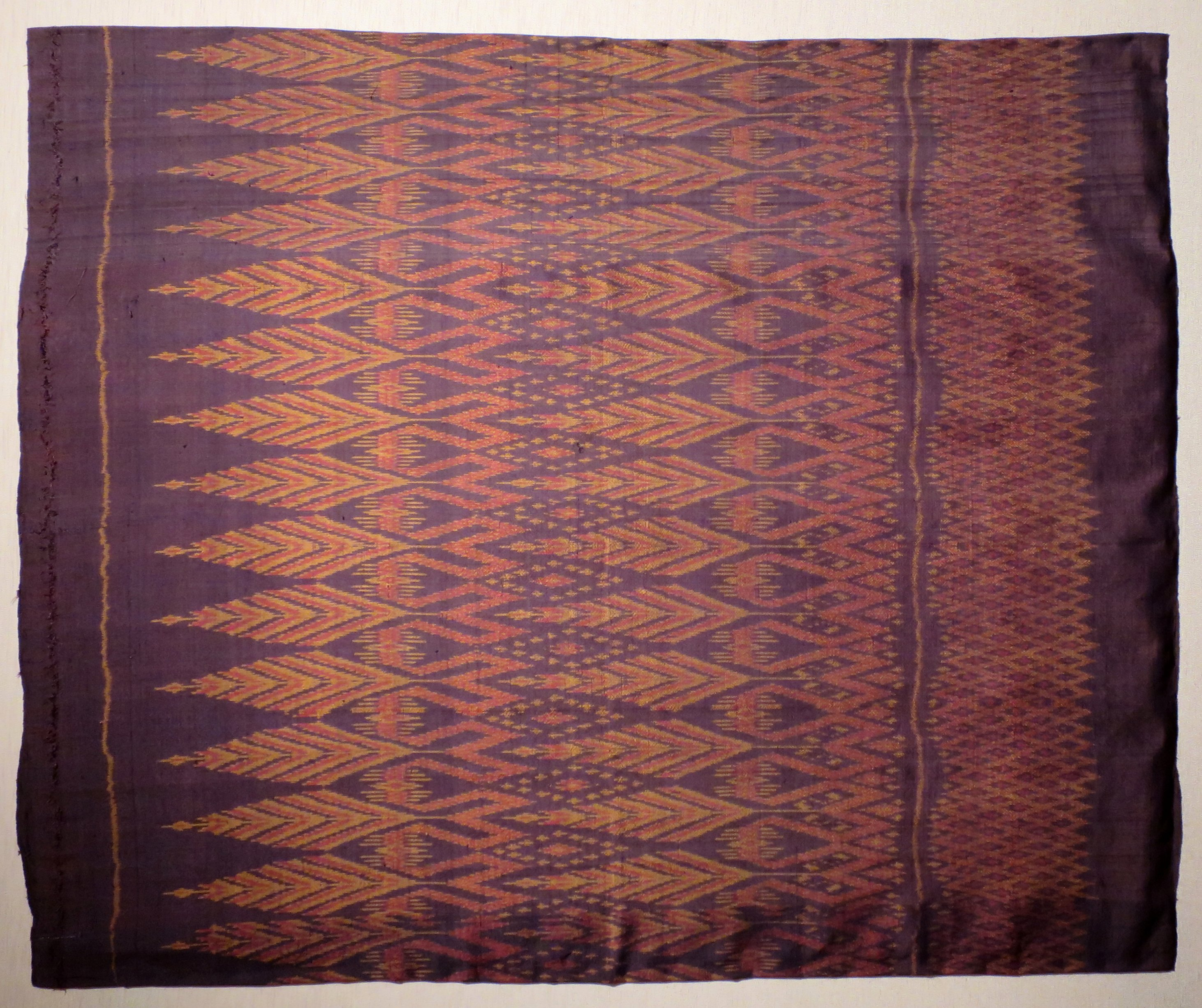
Zijden ikat sarong uit Thailand (rond 1940)
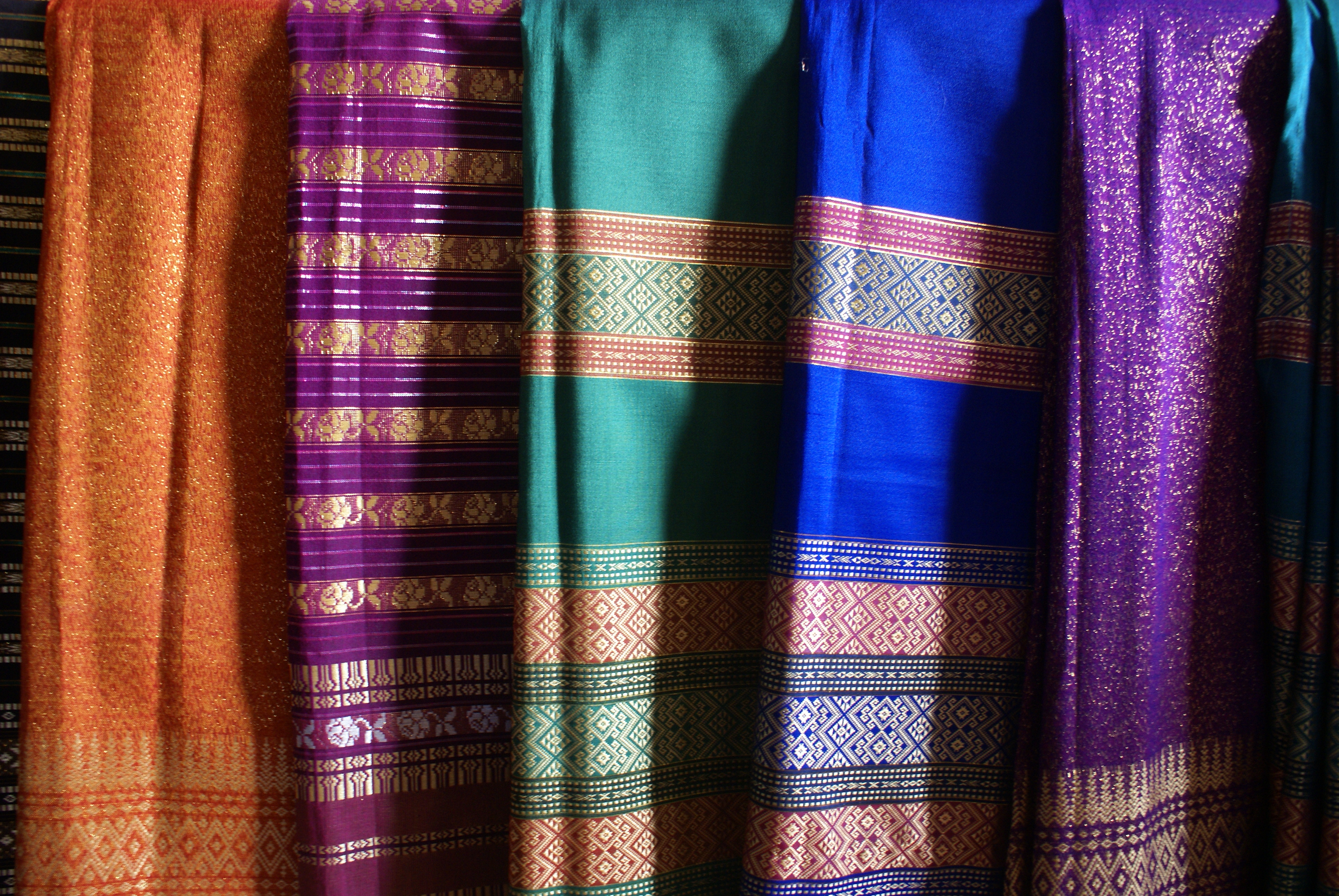
Geweven sarongs uit An Giang, Vietnam